# Collège des Sociétés savantes académiques de France
Le Collège des Sociétés savantes académiques de France, fondé en février 2021,, est une association fédérant des scientifiques travaillant principalement dans l'enseignement supérieur et les laboratoires de recherche publics. Il a pour but de renforcer la place du monde académique dans les débats de société et dans le processus de décision politique.

## Composition
Le Collège a deux types de membres, chacun régit par une charte qui peut être consultée sur le site web de l'association. Ses membres actifs sont des sociétés savantes. Ses membres associés sont des associations loi de 1901 qui partagent des buts communs avec les sociétés savantes et peuvent aider à les atteindre. 
Fin octobre 2023, le Collège des Sociétés savantes académiques de France comptait 74 membres, actifs et associés, qui couvrent un large éventail de disciplines scientifiques.
Les membres actifs sont regroupés en trois grandes catégories : 
- Sciences et technologies : 19 membres ;
- Sciences du vivant et de l'environnement : 20 membres ;
- Sciences humaines et sociales. Lettres, langues : 24 membres ;

Il y avait de plus 11 membres associés (associations de médiation scientifique, associations de professeurs de collèges et lycée, ...).
Le conseil d'administration du Collège est statutairement renouvelé par tiers chaque année, et les administrateurs et administratrices sont élu·es pour une durée de trois ans renouvelable une fois.

## Activités
Du fait même des compétences de ses membres, le Collège des Sociétés savantes académiques de France cherche à renforcer la voix du monde académique dans le débat public. 
Le Collège a ainsi publié deux tribunes sur les questions liées à la pénurie et la formation initiale des enseignants scolaires, et aux moyens d'assurer un éclairage suffisant des politiques publiques par les connaissances scientifiques. Il peut également intervenir dans les médias en réponse à certaines annonces gouvernementales.